# أندريا بيرتن
أندريا بيرتن (بالإيطالية: Andrea Bertin)‏ (27 فبراير 1992 في إيطاليا - ) هو لاعب كرة قدم إيطالي في مركزي الظهير والدفاع. لعب مع نادي برو باتاريا ونادي مانتوفا.

## وصلات خارجية
- أندريا بيرتن على موقع قاعدة بيانات كرة القدم.إي يو (الإنجليزية)